# Vehlen (Obernkirchen)
 (mai 2024).
Vehlen est un quartier de la commune d'Obernkirchen, dans le Land de Basse-Saxe.

## Géographie
Vehlen se situe sur la Bückeburger Aue, qui prend sa source au Süntel et se jette dans la Weser près de Petershagen. Dans la zone locale, la Bombeeke se jette dans la plaine inondable. La Bundesstraße 65 traverse directement la ville.

## Histoire
Vehlen est mentionné pour la première fois dans un document sous le nom de "Velden" en 1055. L'évêque Egilbert de Minden transfère une ferme au duc Bernard II de Saxe comme fief. Vehlen est le quartier le plus ancien d'Obernkirchen et est décrit comme "étant sur le Helweg en face du Sandforde". L'endroit était une haute juridiction dans le Bukkigau. De 1903 à 1904, une nouvelle église-halle en grès d'Obernkirchen est construite dans le style gothique primitif. En 1890, un moulin à eau est construit, il fonctionne pendant 100 ans et est aujourd'hui classé monument historique.
Le 1er mars 1974, Vehlen est incorporée à la ville d'Obernkirchen.